# Antonio Bauen
Antonio Bauen (* 6. April 1958; heimatberechtigt in Rüschegg) ist ein Schweizer Politiker (Grüne).

## Leben
Antonio Bauen bildete sich an der Ingenieurschule Biel zum Maschineningenieur HTL aus. Später machte er ein Ergänzungsstudium Bau und Energie an der Ingenieurschule Bern. Bauen ist Inhaber und Geschäftsführer der Consaba GmbH Bern, welche Beratung und Prozessführung in den Bereichen Energie, Umwelt und Nachhaltige Entwicklung anbietet. Antonio Bauen ist verheiratet und hat zwei Töchter. Er lebt in Münsingen.

## Politik
Bauen gründete 1994 die Grüne Freie Liste Münsingen, welche er anschliessend bis 2005 präsidierte. Von 2002 bis 2009 war er Mitglied des Gemeinderates (Exekutive) von Münsingen und stand dem Ressort Umwelt und Entsorgung vor. 2010 wurde er in den Grossen Rat des Kantons Bern gewählt, wo er in der ersten Legislatur wechselnden Kommissionen angehörte. Nach seiner Wiederwahl 2014 gehörte er bis zu seinem Rücktritt 2021 der Justizkommission und der Kommission für Staatspolitik und Aussenbeziehungen an.
Bauen war von 1999 bis 2015 Vorstandsmitglied der Grünen Kanton Bern und von 2005 bis 2010 Vizepräsident der Planungsregion Aaretal. Er war Co-Präsident der Grünen Mittelland-Süd und Vorstandsmitglied des WWF Bern.